# Христианство в Корее

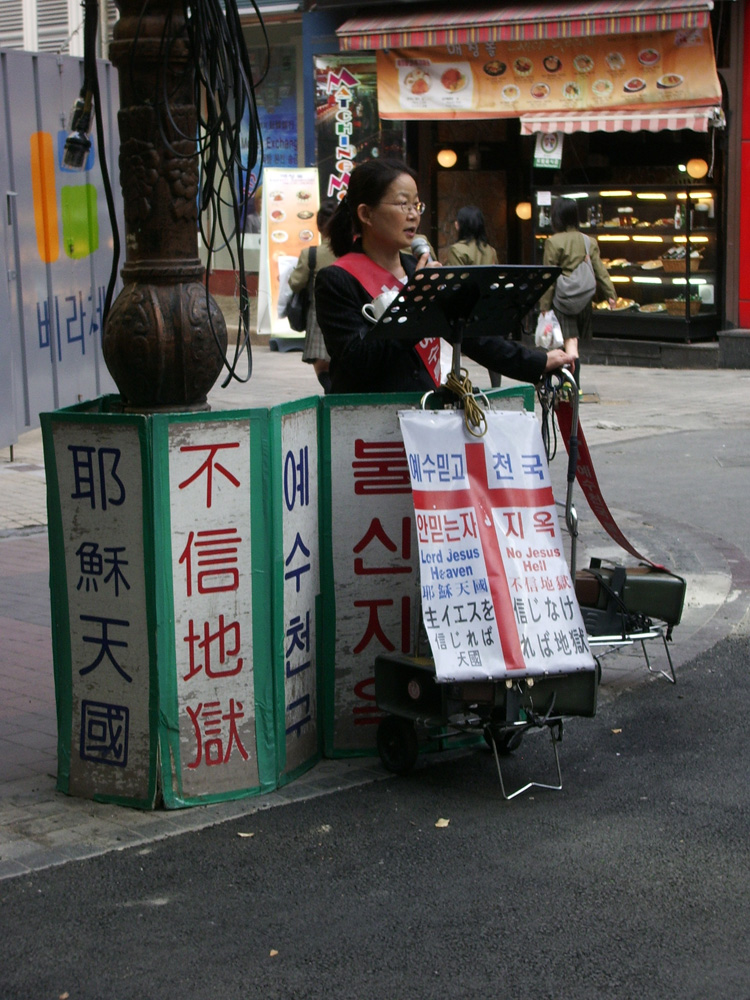
Южная Корея является домом для растущего числа христианских миссионеров во всём мире.

Римско-католические епархии Кореи

Христианство представлено на Корейском полуострове с XVIII века. Сегодня оно распространено больше в южной части, в Республике Корея, чем в КНДР. Самыми большими направлениями являются протестантизм и католицизм, насчитывая более 8 миллионов и более 5 миллионов последователей соответственно; кроме них есть и самостоятельные церкви христианского толка. 

## История
Христианство впервые проникло на территорию Кореи в XVIII веке. Под влиянием духовного кризиса группа аристократов обратилась к христианской (католической) литературе, поставляемой из Китая на китайском языке. Первым корейским христианином считается Ли Сынхун. Несмотря на репрессии местных властей  христианская община Кореи в конце XIX века насчитывала уже 10 тысяч человек. Центром подготовки местных священников был португальский порт Макао.
Протестантизм пресвитерианского толка попал в Корею из США в 1884 году. Своеобразным апостолом Кореи стал Гораций Аллен. На следующий год из США прибыли пресвитерианин Хорас Дж. Андервуд и миссионер Методистской епископальной церкви Генри Дж. Аппенцеллер. Именно протестанты впервые перевели Библию на корейский язык в 1887 году.
Христианские миссии становились центрами вестернизации (при общинах появлялись школы и больницы) и национально-освободительного движения, поскольку распространение Библии на корейском способствовало консолидации общества и распространению национальной письменности.
Национальный совет церквей Кореи (кор. 한국 기독교 교회 협의회, англ. National Council of Churches in Korea, NCCK) основан в Корее в 1924 году как «Национальный христианский совет Кореи», который в 1946 году получил своё нынешнее название.

## Современность
Сегодня крупными протестантскими деноминациями являются пресвитериане, методисты, баптисты, адвентисты, англикане, сторонники Армии Спасения и Ассамблей Бога.
В Корее находится самая крупная в мире харизматическая церковь — Церковь Полного Евангелия Ёыйдо, старший пастор Чо Ёнги.
К 1990-м годам христиане (преимущественно протестанты) составляли около 6 млн человек и 60 тыс. церквей.
В XXI веке корейские христианские проповедники достигли Таджикистана (Сонмин Сунбогым) и Афганистана.
Согласно отчётам правительства Южной Кореи количество христиан на момент 2012 года составляло примерно 29 % населения или же около 15 миллионов человек.